# Dizang

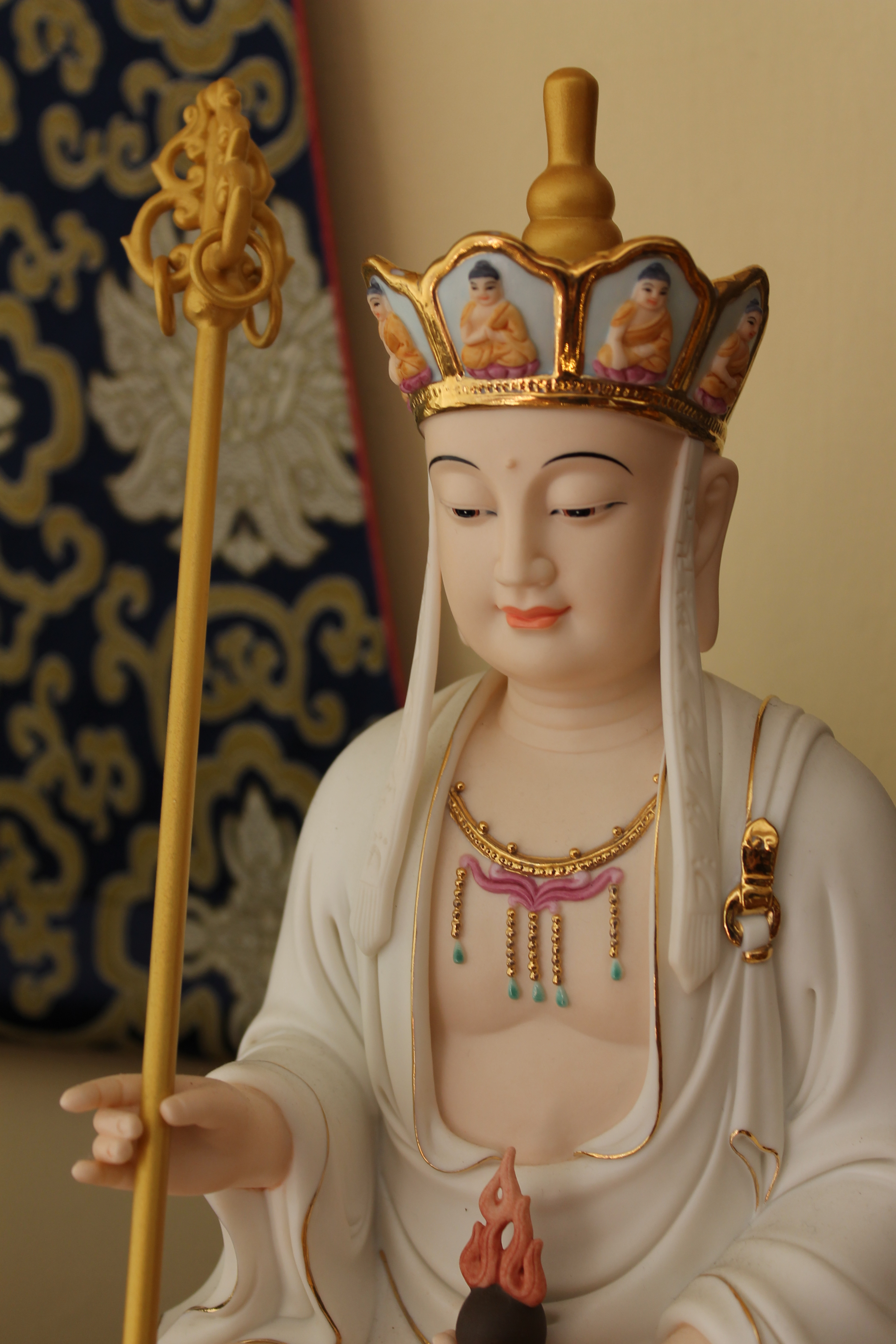
Estátua de Ksitigharbha no Centro Khamlungpa em Guadalajara, Jalisco, México.

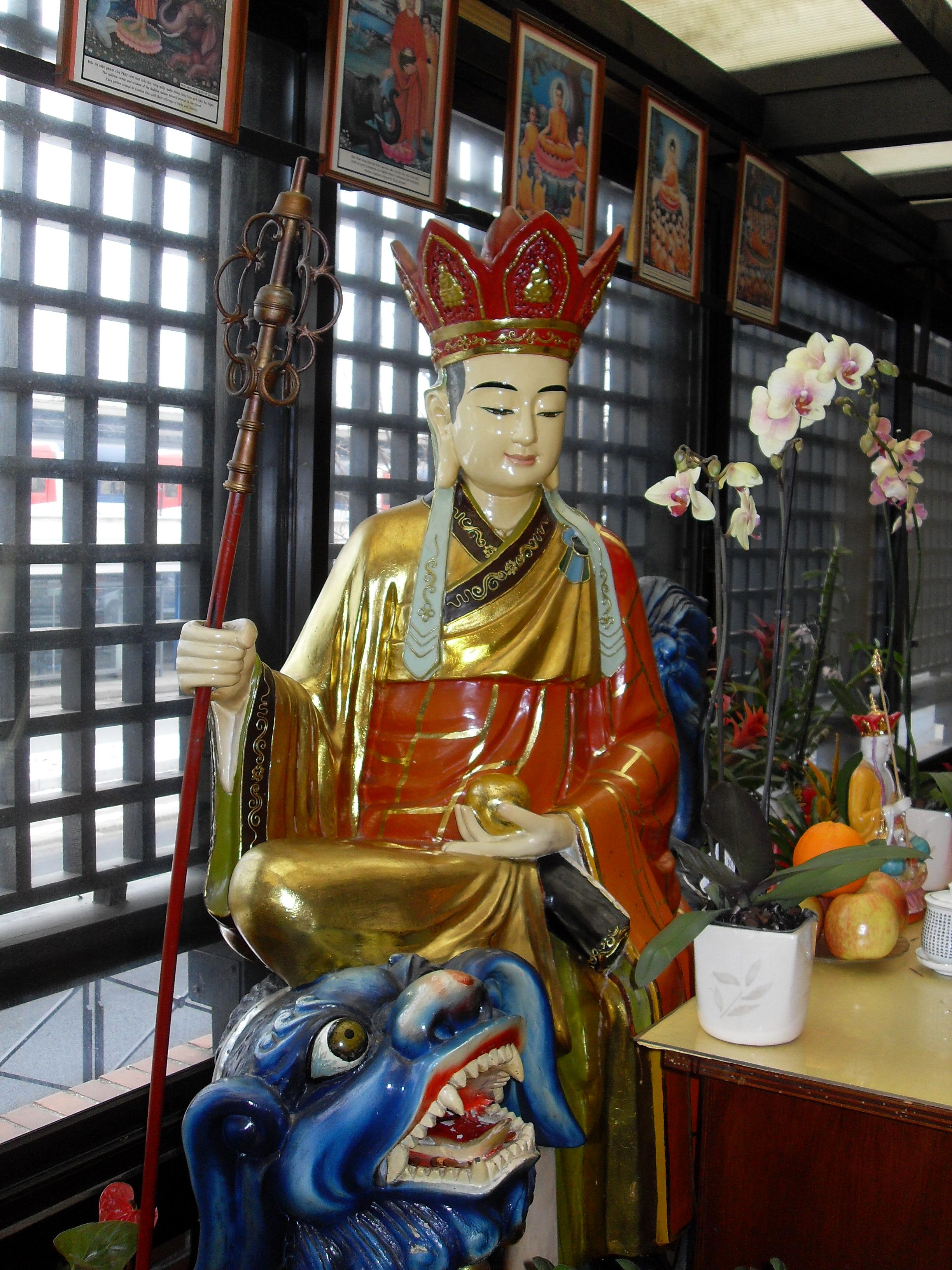
Dia-Tang, a versão vietnamita de Ksitigarbha.

Ksitigarbha é um bodhisattva muito venerado pelos budistas da China e Japão, também venerado por algumas escolas de budismo tibetano.

Popular na China com o nome de Dìzàng e no Japão como Jizō. É adorado como  protetor dos oprimidos e dos moribundos, divindade que tenta salvar as almas condenadas ao inferno.
Geralmente se  caracteriza como um monge, levando consigo um báculo com o que abre as portas do inferno. Resplandecente com que ilumina as trevas.

## Outros artigos
- Pixiu
- Nezha
- Dilong
- Imperador de Jade